# Brice Fournier
Pour les articles homonymes, voir Fournier.
 (janvier 2015).
Si vous disposez d'ouvrages ou d'articles de référence ou si vous connaissez des sites web de qualité traitant du thème abordé ici, merci de compléter l'article en donnant les références utiles à sa vérifiabilité et en les liant à la section « Notes et références ».
Brice Fournier, né le 20 juillet 1966 à Lyon, est un acteur et restaurateur français.

## Biographie
De parents commerçants, Brice Fournier grandit à Saint-Priest, dans l'est de Lyon. Après l'obtention de son baccalauréat, il entre en classe préparatoire HEC et intègre un an plus tard l’École supérieure de commerce de Lyon. La suite de ses études se passe à l’étranger, plus particulièrement en Espagne, Angleterre et États-Unis. Il obtient un BA en Gestion & Marketing à l’université de Canterbury, un MBA à la Fordham Business School de New York, puis un diplôme du GIA (Gemological Institute of America) de New York. En 1998, il ouvre un restaurant thaï au cœur de Paris, Le Livingstone. Il ouvre un second restaurant en avril 2008 dans le 5e arrondissement de Paris, qu'il revend en 2011. La même année, il transforme son restaurant thaï du 1er arrondissement en Steakhouse New-Yorkais, puis le cède en mars 2013. En novembre 2013 il reprend la direction des « Puces du Canal » de Lyon jusqu'en novembre 2014. En août 2017, il ouvre un nouveau restaurant, le « Delicatessen », au centre de Lyon.
Sa carrière d'acteur débute à Lyon. Le metteur en scène Jean-Christophe Hembert lui propose un rôle au théâtre. C'est grâce à cette pièce qu'il rencontre Alexandre Astier, qui deviendra un ami. C'est donc tout naturellement qu'il lui offre le rôle de Kadoc dans la série Kaamelott dès 2004.
Il obtient son premier rôle important au cinéma dans le film À l'origine de Xavier Giannoli (11 nominations aux César du cinéma 2010), présenté en compétition officielle lors du Festival de Cannes 2009. L'année suivante, il monte à nouveau les marches du Festival de Cannes 2010 avec le film La Meute, présenté hors-compétition en avant-première mondiale. En 2014 il obtient le prix du meilleur second rôle au Macabre Faire Film Festival de New York pour son rôle dans Extrême Pinocchio.
Outre ses participations à divers courts-métrages et téléfilms, il retrouve Alexandre Astier pour le film Les Aventures de Philibert, capitaine puceau, puis joue dans L'Exercice de l'État (3 Césars) et Les Saveurs du palais aux côtés de Catherine Frot.

## Filmographie

### Cinéma

#### Longs métrages
- 2004 : Clara et moi de Arnaud Viard : ami d'anniversaire
- 2009 : À l'origine de Xavier Giannoli : Louis
- 2010 : Thelma, Louise et Chantal de Benoît Pétré : Patrick
- 2010 : La Meute de Franck Richard : John Grizzli
- 2010 : Q de Laurent Bouhnik : Maurice
- 2010 : À bout portant de Fred Cavayé : Marconi
- 2011 : Girl on a Bicycle de Jeremy Leven : Claude Chardon
- 2011 : Vanishing waves de Kristina Buožytė : Thomas
- 2011 : Les Aventures de Philibert, capitaine puceau de Sylvain Fusée : le maître des tortures
- 2011 : Une folle envie de Bernard Jeanjean : Professeur Antoine
- 2011 : L'Exercice de l'État de Pierre Schöller : Prade
- 2012 : Les Saveurs du palais de Christian Vincent : Pascal Le Piq
- 2012 : Possessions d'Éric Guirado : Jipé
- 2012 : Du vent dans mes mollets, de Carine Tardieu : chauffeur de taxi
- 2013 : La Marche, de Nabil Ben Yadir : animateur MJC
- 2013 : Viva la libertà, de Roberto Andò : Bertrand
- 2021 : Kaamelott : Premier Volet, de Alexandre Astier : Kadoc
- 2021 : OSS 117 : Alerte rouge en Afrique noire, de Nicolas Bedos : Le Broussard
- 2024 : Trois Amies d'Emmanuel Mouret : L'agent immobilier
- 2024 : Leurs enfants après eux de Ludovic Boukherma et Zoran Boukherma : Pierre Chaussoy
- 2024 : Sous écrous d'Hakim Bougheraba : Le juge
- 2025 : Kaamelott : Deuxième volet partie 1 d’Alexandre Astier : Kadoc

#### Courts métrages
- Paris boum boum, de Charles-Olivier Bouchery
- Bonjour je m'appelle Maxime Renard, de Nils Dubost
- L'île rouge, de Julien Despaux
- Une heure et une nuit, de Victoria Musiedlak [voir en ligne]
- D327, de Morgan Berrada
- Sang froid, de Chakib Taleb-Bendiab [voir en ligne]
- Behind the bush, de Yoann Luis
- Set de tables, de Cyril Ethan Robert
- Extrême Pinocchio, de Pascal Chind
- En attendant, de Julien Israël [voir en ligne]
- Le Noël de Camille, de Ludoc et Jérome Niel [voir en ligne]
- Black Spirit, de Chakib Taleb-Bendiab

### Réalisateur

#### Courts métrages
- Slavic Angel [voir en ligne]
- Des quiches et des hommes

### Web séries
- LOBO de Paul Gourault
- Les Tutos de la vie
- En coloc de Arnaud Mizzon, avec Capucine Anav

### Télévision
- 2005 - 2009 : Kaamelott (série télévisée) d'Alexandre Astier : Kadoc
- 2007 : R.I.S Police scientifique (épisode Le sang de l'innocence) de Dominique Tabuteau : Sébastien Grassi
- 2007 : Sur le fil, de Frédéric Berthe : légiste
- 2009 : Claude Gueux, d'Olivier Schatzky : Morno
- 2010 : Avocats et Associés (épisode Retrouvailles) de Alexandre Pidoux : Dir. Inspect. Travail
- 2012 : Mange, de Virgile Bramly, Julia Ducournau : Bruno
- 2012 : Ça ne peut pas continuer comme ça, de Dominique Cabrera
- 2012 : Mon ami Pierrot, de Orso Miret : Luc
- 2012 - 2013 : Apparitions dans Groland et Le Golden Show
- 2013 : Profilage (épisode La poudre aux yeux) de Julien Despaux : Gérard Marzac
- 2013 : Lanester, de Franck Mancuso : Hervé Barthélemy
- 2014 : Clem (épisode Allez maman, t'es la meilleure) : Patron de la boulangerie
- 2014 : WorkinGirls (épisode Le suicide) : Duverneuil
- 2015 : Meurtres à Carcassonne de Julien Despaux : Samuel Carvalho
- 2016 : Section Zéro d'Olivier Marchal : le prêtre
- 2016 : Commissariat central (invité)
- 2016 et 2018 : Scènes de ménages (invité)
- 2016 : Dead Landes de François Descraques : Paul

### Clips
- 2014 : Life boat du groupe Bel Plaine
- 2015 : Going Down du groupe Shut The Fuck Up
- 2016 : Superflu de BRED

## Doublage
Films d'animation
- 2014 : Astérix : Le Domaine des Dieux 3D : Sénateur Pesticius / Citoyen 1 / Brute Romaine 2
- 2017[1],[2] : Mythomen : [Qui ?]

## Théâtre
- 2001 : Timon d'Athènes  de William Shakespeare, mise en scène Jean-Christophe Hembert
- 2005 : Le songe d'une nuit d'été de William Shakespeare, mise en scène Eric Nassoy
- 2015 - 2016 : Pachyderme de Jacques Chambon, mise en scène Brice Fournier, tournée

## Distinctions

### Jury de festivals
- 2013 : Jury et parrain du festival du court-métrage "Certains L'aiment Court" (C.L.A.C.) de Lyon
- 2013 : Jury du festival du court métrage "Troyes Première Marche" de Troyes
- 2014 : Parrain honoraire du module « 48 h tout court » du Festival international du premier film d'Annonay
- 2014 : Jury du festival du court métrage d'Avignon
- 2015 : Jury du festival de théatre de l'espace Gerson de Lyon

### Récompenses
- 2015 : Best Supporting Actor au Macabre Faire Film Festival de New York pour Extrême Pinocchio.